# Ferenc Mohácsi
Ferenc Mohácsi (n. 25 octombrie 1929, Budapesta, Regatul Ungariei – d. 30 aprilie 2025) a fost un canoist care a reprezentat Ungaria, medaliat olimpic. A participat la o ediție a Jocurilor Olimpice (1956) în care a câștigat o medalie de bronz.